# Инвитаторий

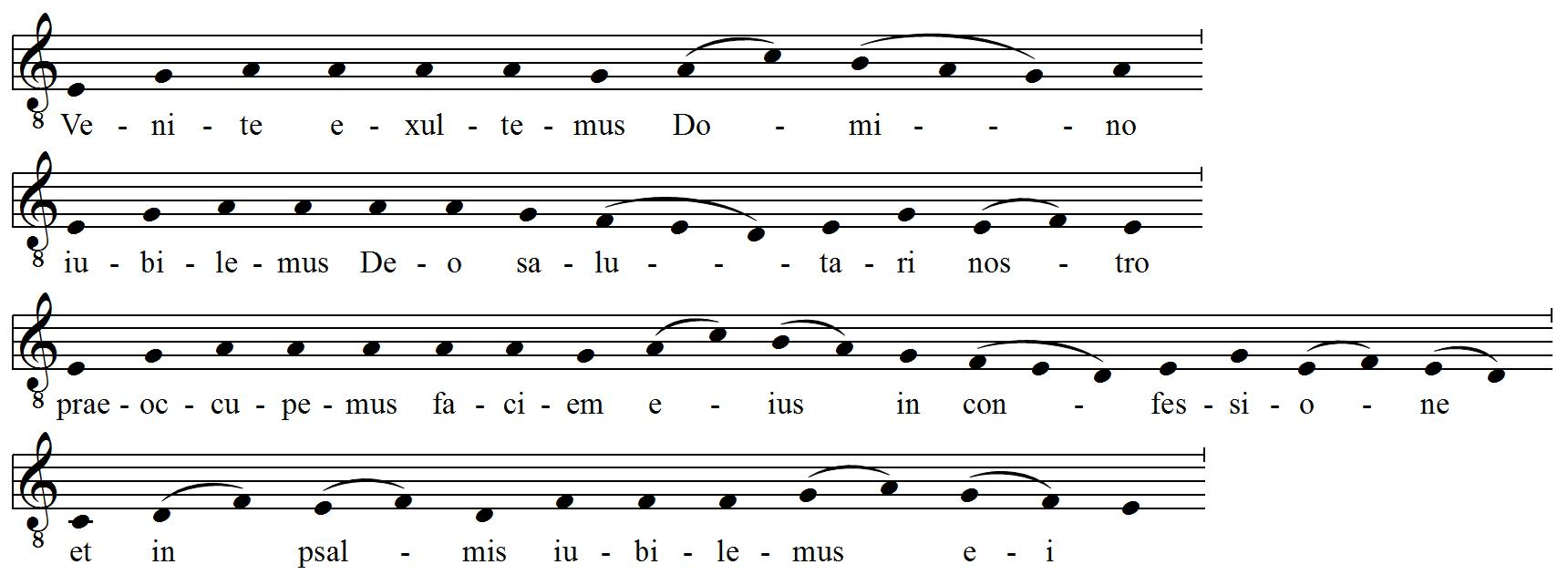
Инвитаторий IV тона (Вустерский антифонарий, ок. 1230)

Инвитато́рий (позднелат. invitatorium, от лат. invitare — приглашать), в традиционном католическом богослужении — первая, или «входная», молитва ежедневного оффиция на текст Псалма 94 Venite exultemus Domino.

## Краткая характеристика
Инвитаторию предшествует версикул на 17-й стих Псалма 50 (с ответом / responsum), которые распеваются на простейший речитационный тон:
℣ Domine, labia mea aperies.

℟ Et os meum annuntiabit laudem tuam.
С инвитаторием (инвитаторным псалмом) — в зависимости от конкретного церковного праздника или особой службы — сочетается тот или иной антифон, например, в рождественском оффиции — Christus natus est nobis, в оффиции на Вербное воскресенье — Ipsi vero, в заупокойном оффиции — Regem cui omnia vivunt и т.д. Привязка антифона к инвитаторному псалму жёстко не зафиксирована, в разных локальных традициях — разная.
С музыкальной точки зрения инвитатории отличаются от обычных псалмовых тонов — они мелодически более развиты, содержат небольшие распевы слогов (наподобие невматики антифонов) и всегда полностью (а не формульно, как обычные псалмовые тоны) нотированы. Странным образом инвитатории I и VIII тонов в средневековых оригиналах отсутствуют; наиболее распространены инвитатории IV тона (см. иллюстрацию).
Более десятка инвитаториев и несколько десятков антифонов к ним опубликованы в так называемых Ватиканских изданиях певческих книг, подготовленных бенедиктинцами Солемского аббатства — Liber responsorialis (1895), Liber usualis (разные годы издания), Invitatoria cum psalmo Venite exultemus per varios tonos (1928), Liber hymnarius (1983). После реформ Второго Ватиканского собора инвитатории — за редким исключением — за богослужением не распеваются. Современного научного (светского) издания инвитаториев нет.

## Нотные издания
- Invitatoria cum psalmo Venite exultemus per varios tonos pro officiis de tempore et de sanctis. Parisiis; Tornaci; Romae: Desclée & Socii, 1928.